# 88-я пехотная дивизия (вермахт)
88-я пехотная дивизия (нем. 88. Infanterie-Division) — тактическое соединение сухопутных войск вооружённых сил нацистской Германии периода Второй мировой войны.

## История
88-я пехотная дивизия была сформирована 1 декабря 1939 года на территории учебного центра «Графенвёр» (13-й военный округ) во время 6-й волны мобилизации Вермахта. Дивизия была уничтожена советскими войсками в Корсунь-Шевченковском котле в феврале 1944 года.

## Местонахождение
- с декабря 1939 по май 1940 (Германия)
- с мая 1940 по май 1942 (Франция)
- с мая 1942 по февраль 1944 (СССР)

## Подчинение
- 42-й армейский корпус 8-й армии группы армий «Юг» (июнь 1943 — февраль 1944)

## Командиры
- генерал-майор Георг Ланг (1 декабря 1939 — 2 февраля 1940)
- генерал-лейтенант Фридрих Гольвицер (2 февраля 1940 — 10 марта 1943)
- генерал-лейтенант Генрих Рот (10 марта — 5 ноября 1943)
- генерал-майор Георг фон Риттберг (5 ноября 1943 — 8 января 1945)
- генерал-майор Карл Андерс (8 — 27 января 1945)

## Состав
- 110-й гренадерский полк (Grenadier-Regiment 110)
- 245-й гренадерский полк (Grenadier-Regiment 245)
- 248-й гренадерский полк (Grenadier-Regiment 248)
- 188-й артиллерийский полк (Artillerie-Regiment 188)
- 188-й сапёрный батальон (Pionier-Bataillon 188)
- 188-й противотанковый дивизион (Panzerjäger-Abteilung 188)
- 188-й батальон связи (Nachrichten-Abteilung 188)
- 188-й отряд материального обеспечения (Nachschubtruppen 188)
- 188-й полевой запасной батальон (Feldersatz-Bataillon 188)